# شركة جيكو
شركة التأمين موظفي الحكومة (جيكو /ˈɡaɪkoʊ/ ) هي شركة اميركيه التأمين على السيارات شركة مقرها في تشيفي تشيس بولاية ماريلاند . إنها ثاني أكبر شركة تأمين على السيارات في الولايات المتحدة ، بعد ستيت فارم . جيكو هي شركة مملوكة بالكامل تابعة ل شركة بيركشاير هاثاواي التي توفر تغطية لأكثر من 24 مليون السيارات التي يملكها أكثر من 15 مليون سياسة أصحاب اعتبارا من عام 2017. تكتب GEICO تأمين سيارات الركاب الخاص في جميع الولايات الأمريكية الخمسين ومقاطعة كولومبيا . تبيع وكالة التأمين بوالص التأمين من خلال وكلاء محليين ، يُطلق عليهم ممثلو جيكو الميدانيون ، عبر الهاتف مباشرةً إلى المستهلك عبر وكلاء التأمين المرخصين ، ومن خلال موقعهم الإلكتروني. التميمة الخاصة بها هي أبو بريص يوم غبار ذهبي بلكنة كوكني ، عبر عنها الممثل الإنجليزي جايك وود من عام 2005 حتى إنهائه بسبب نزاع على الأجور في عام 2015  تشتهر جيكو في الثقافة الشعبية بإعلاناتها ، حيث قامت بالعديد من الإعلانات التجارية التي تهدف إلى ترفيه المشاهدين.